# Sekundærrute 401
Sekundærrute 401 er en rutenummereret landevej i Sønderjylland.
Landevejen går mellem Sønderborgmotorvejen nord for Dybbøl og primærrute 11 syd for Skærbæk. Ruten er ca. 79 km lang, hvoraf de østligste 40 km indtil åbningen af Sønderborgmotorvejen den 31. marts 2012 var primærrute 8. Ruten er mest trafikeret på stykket mellem Dybbøl og Rinkenæs, hvor årsdøgnstrafikken i 2008 lå på 11.400. Igennem Egernsund og over Egernsundbroen er vejen dobbeltsporet.
1. ↑  Samlet trafik på det rutenummererede vejnet i 2008